# Franz Kiderle
Franz Kiderle, uváděn též Kyderle, Kiederle (28. listopadu 1816 Praha – 28. srpna 1884 Gleink), byl rakouský politik německé národnosti z Horních Rakous, v 60. letech 19. století poslanec Říšské rady.

## Biografie
Byl statkářem v Gleinku. Působil i jako notář v Steyru. Tuto profesi vykonával do roku 1884, kdy odešel krátce před svou smrtí do penze. Zakoupil také statek Stein v Gleinku. Po 16 let zastával funkci předsedy okresního zemědělského spolku ve Steyru.
Počátkem 60. let se zapojil i do vysoké politiky. V doplňovacích zemských volbách v květnu 1862 byl, poté co rezignoval poslanec Thadäus Leeb, zvolen na Hornorakouský zemský sněm za kurii venkovských obcí, obvod Steyr. Patřil mezi německé liberální politiky (tzv. Ústavní strana, liberálně a centralisticky orientovaná).
Působil také coby poslanec Říšské rady (celostátního parlamentu Rakouského císařství), kam ho delegoval Hornorakouský zemský sněm roku 1863 (Říšská rada tehdy ještě byla volena nepřímo, coby sbor delegátů zemských sněmů). 17. června 1863 složil slib. Nastoupil poté, co zemřel poslanec August Edlbacher starší.
Zemřel náhle v srpnu 1884 na svém statku na srdeční mrtvici.